# Daniel Böhm
Daniel Böhm född 16 juni 1986 är en tysk skidskytt. Han debuterade i Världscupen i skidskytte 2009.